# Buhlenberg
Buhlenberg là một xã ở huyện Birkenfeld, bang Rheinland-Pfalz, nước Đức. Xã Buhlenberg có diện tích 8,44 km².